# Heart and Anger
Heart & Anger è il terzo disco dei Secret Sphere, pubblicato nel 2005.

## Tracce
1. Endless
2. When The Sea Ends
3. First Snake
4. Loud & Raw
5. Dance With The Devil
6. Set Me Free
7. I Wan't Say A Word
8. Light On
9. Leonardo Da Vinci
10. You Still Remain
11. Bad Blood
12. No Reason Why
13. Faster Than The Storm

## Formazione
- Antonio Agate - tastiere
- Aldo Lonobile - chitarra
- Paco Gianotti - chitarra
- Roberto Messina - voce
- Andrea Buratto - basso
- Luca Cartasegna - batteria